# Liste des éditions du Ozzfest
Vous pouvez aider à l'améliorer ou bien discuter des problèmes sur sa page de discussion.
- Il ne cite pas suffisamment ses sources. Vous pouvez indiquer les passages à sourcer avec {{référence nécessaire}} ou {{Référence souhaitée}}, et inclure les références utiles en les liant aux notes de bas de page. (Marqué depuis décembre 2018)
- Il est à actualiser. Certains passages sont obsolètes ou annoncent des événements désormais passés. (Marqué depuis décembre 2013)

- Archive Wikiwix
- Bing
- Cairn
- DuckDuckGo
- E. Universalis
- Gallica
- Google
- G. Books
- G. News
- G. Scholar
- Persée
- Qwant
- (zh) Baidu
- (ru) Yandex
- (wd) trouver des œuvres sur Wikidata

Pendant des années, une grande variété de groupes musicaux ont été présentés dans les éditions du Ozzfest, un festival musical de heavy metal qui se déroule chaque été aux États-Unis.

## 1996

### Programmation
- Scène principale :

Ozzy Osbourne, Slayer, Danzig, Biohazard, Sepultura, Fear Factory, Prong, Kyuss
- Scène secondaire :

Earth Crisis, Powerman 5000, Neurosis, Coal Chamber, Cellophane, King Norris, Slapshot

### Tournée
- 25 octobre : Blockbuster Desert Sky Pavilion à Phoenix (Arizona).
- 26 octobre : Glen Helen Blockbuster Pavilion à Devore (Californie).

## 1997

### Programmation
- Scène principale :

Ozzy Osbourne, Black Sabbath, Marilyn Manson (n’a commencé que le 15 juin), Pantera, Type O Negative, Fear Factory, Machine Head, Powerman 5000, Alice in Chains
- Scène secondaire :

Coal Chamber, Slo Burn, Drain STH, Downset, Neurosis, Vision of Disorder, Deftones

### Tournée
- 24 mai : Nissan Pavilion à Bristow, (Virginie)
- 26 mai : Coral Sky Pavilion à West Palm Beach, (Floride)
- 28 mai : Blockbuster Pavilion à Charlotte, (Caroline du Nord)
- 31 mai : Alamodome à San Antonio, (Texas)
- 1er juin : Starplex Amphitheatre à Dallas, (Texas)
- 3 juin : Blossom Music Center à Cuyahoga Falls, (Ohio)
- 4 juin : Deer Creek Music Center à Noblesville, (Indiana)
- 7 juin : Star Lake Amphitheatre à Burgettstown, (Pennsylvanie)
- 8 juin : Blockbuster Entertainment à Center Camden, (New Jersey)
- 10 juin : Riverport Amphitheatre à Maryland Heights, (Missouri)
- 12 juin : Pine Knob Music Théâtre à Clarkston, (Michigan)
- 14 juin : Great Woods Center à Mansfield, (Massachusetts)
- 15 juin : Giants Stadium East à Rutherford, (New Jersey)
- 17 juin : Polaris Amphitheatre à Columbus, (Ohio)
- 19 juin : New World Music Théâtre à Tinley Park, (Illinois)
- 21 juin : Alpine Valley Music Théâtre à East Troy, (Wisconsin)
- 22 juin : Apple Valley Amphitheatre à Somerset, (Wisconsin)
- 24 juin : Mile High Stadium à Denver, (Colorado)
- 26 juin : Blockbuster Desert Sky Pavilion à Phoenix, (Arizona)
- 28 juin : Sam Boyd Silverbowl à Las Vegas, (Nevada)
- 29 juin : Glen Helen Blockbuster Pavilion à Devore, (Californie)

## 1998

### États-Unis

#### Programmation
- Scène principale :

Ozzy Osbourne, Tool, Megadeth, Limp Bizkit, Soulfly, Sevendust, Coal Chamber, Deftones
- Scène secondaire :

Motörhead, System of a Down, Melvins, Incubus, Snot, Life of Agony, Ultraspank, Kilgore, Monster Voodoo Machine

#### Tournée
- 3 juillet : PNC Bank Arts Center à Holmdel, (New Jersey)
- 5 juillet : PNC Bank Arts Center à Holmdel, (New Jersey)
- 7 juillet : Great Woods Center à Mansfield, (Massachusetts)
- 9 juillet : Great Woods Center à Mansfield, (Massachusetts)
- 11 juillet : Blockbuster Entertainment Center à Camden, (New Jersey)
- 12 juillet : Star Lake Amphitheatre à Burgettstown, (Pennsylvanie)
- 14 juillet : Rubber Bowl Akron, (Ohio)
- 16 juillet : Deer Creek Music Center à Noblesville, (Indiana)
- 18 juillet : Float Rite Park Amphitheatre à Somerset, (Wisconsin) (le Ozzfest a fusionné avec le Vans Warped Tour pour cette date).
- 19 juillet : Alpine Valley Music Théâtre à East Troy, (Wisconsin)
- 21 juillet : Polaris Amphitheatre à Columbus, (Ohio)
- 23 juillet : Pine Knob Music Théâtre à Clarkston, (Michigan)
- 25 juillet : Riverport Amphitheatre à Maryland Heights, (Missouri)
- 26 juillet : Sandstone Amphitheatre à Bonner Springs, (Kansas)
- 29 juillet : Central Florida Fairgrounds à Orlando, (Floride)
- 30 juillet : Coral Sky Pavilion à West Palm Beach, (Floride)
- 1er août : Walnut Creek Pavilion à Raleigh, (Caroline du Nord)
- 2 août : Nissan Pavilion à Bristow, (Virginie)

### Royaume-Uni

#### Programmation
- Scène principale :

Black Sabbath, Ozzy Osbourne, Foo Fighters, Pantera, Slayer, Soulfly, Fear Factory, Therapy? (en remplacement de KoЯn)
- Scène secondaire :

Coal Chamber, Life of Agony, Human Waste Project, Entombed, Hed PE, Pitchshifter, Limp Bizkit, Neurosis, Primus

#### Tournée
- 20 juin : Milton Keynes Bowl à Milton Keynes

## 1999

### Programmation
- Scène principale :

Black Sabbath, Rob Zombie, Deftones, Slayer, Primus, Godsmack, System of a Down, Entombed
- Scène secondaire :

Fear Factory, Static-X, Slipknot, Hed PE, Flashpoint, Pushmonkey, Drain STH, Apartment 26, Puya

### Tournée
- 27 mai :Coral Sky Pavilion à West Palm Beach, (Floride)
- 29 mai : Lakweood Amphitheatre à Atlanta, (Géorgie)
- 31 mai : Starwood Amphitheatre à Antioch, (Tennessee)
- 2 juin : Blockbuster Pavilion à Charlotte, (Caroline du Nord)
- 4 juin : Nissan Pavilion à Bristow, (Virginie)
- 6 juin : Blockbuster - Sony Entert Center à Camden, (New Jersey)
- 8 juin : PNC Bank Arts Center à Holmdel, (New Jersey)
- 10 juin : PNC Bank Arts Center à Holmdel, (New Jersey)
- 12 juin : Post Gazette Pavilion - Star Lake Burgettstown, (Pennsylvanie)
- 14 juin : Polaris Amphitheatre Columbus, (Ohio)
- 16 juin : Great Woods Center à Mansfield, (Massachusetts)
- 18 juin : Great Woods Center à Mansfield, (Massachusetts)
- 19 juin : Meadows Music Théâtre à Hartford, (Connecticut)
- 25 juin : Pine Knob Music Théâtre à Clarkston, (Michigan)
- 27 juin : Pine Knob Music Théâtre à Clarkston, (Michigan)
- 29 juin : Deer Creek Music Center à Noblesville, (Indiana)
- 1er juillet : Float Rite Park Amphitheatre à Somerset, (Wisconsin)
- 3 juillet : Alpine Valley Music Théâtre à East Troy, (Wisconsin)
- 5 juillet : New World Music Théâtre à Tinley Park, (Illinois)
- 7 juillet : Riverport Amphitheatre à Maryland Heights, (Missouri)
- 9 juillet : Sandstone Amphitheatre à Bonner Springs, (Kansas)
- 11 juillet : Retama Park à San Antonio, (Texas)
- 13 juillet : Starplex Amphitheatre à Dallas, (Texas)
- 16 juillet : Thunderbird Stadium à Vancouver, (Colombie-Britannique)
- 18 juillet : Gorge Amphitheatre à George, (État de Washington)
- 20 juillet : Shoreline Amphitheatre à Mountain View, (Californie)
- 22 juillet : Blockbuster Desert Sky Pavilion à  Phoenix, (Arizona)
- 24 juillet : Glen Helen Blockbuster Pavilion à Devore, (Californie)

## 2000

### Programmation
- Scène principale :

Ozzy Osbourne, Pantera, Godsmack, Static-X, Incubus, Methods of Mayhem, P.O.D., Queens of the Stone Age (reporté du 24 au 30 août), Black Label Society (à partir du 24 août), Apartment 26 (à partir du 4 août)
- Scène secondaire :

Soulfly, Kittie, Disturbed, Taproot, Slaves on Dope, Reveille (à partir du 30 juillet), Shuvel, Primer 55, The Deadlights, Pitchshifter, Crazy Town, Pumpjack (à partir du 4 août), Black Label Society, Apartment 26.

### Tournée
- 2 juillet : Mars Music Amphitheatre à  West Palm Beach, (Floride)
- 4 juillet : Lakewood Amphitheatre à Atlanta, (Géorgie)
- 6 juillet : AmSouth Pavilion à Antioch, (Tennessee)
- 8 juillet : Blockbuster Pavilion à Charlotte, (Caroline du Nord)
- 10 juillet : GTE Virginia Beach Amphitheatre à Virginia Beach, (Virginie)
- 12 juillet : Pine Knob Music Théâtre à Clarkston, (Michigan)
- 14 juillet : Nissan Pavilion à Bristow, (Virginie)
- 16 juillet : Post Gazette Pavilion - Star Lake Burgettstown, (Pennsylvanie)
- 18 juillet : Polaris Amphitheatre à Columbus, (Ohio)
- 20 juillet : Blossom Music Center à Cuyahoga Falls, (Ohio)
- 22 juillet : Blockbuster - Sony Entert. Center à Camden, (New Jersey)
- 24 juillet : PNC Bank Arts Center à Holmdel, (New Jersey)
- 26 juillet : Saratoga Performing Arts Center à Saratoga Springs, (État de New York)
- 29 juillet : Tweeter Center à Mansfield, (Massachusetts)
- 30 juillet : Tweeter Center à Mansfield, (Massachusetts)
- 4 août : New World Music Théâtre à Tinley Park, (Illinois)
- 6 août : Alpine Valley Music Théâtre à East Troy, (Wisconsin)
- 8 août : Riverbend Music Center à Cincinnati, (Ohio)
- 10 août : Deer Creek Music Center à Noblesville, (Indiana)
- 12 août : Float Rite Park Amphitheatre à Somerset, (Wisconsin)
- 14 août : Riverport Amphitheatre à Maryland Heights, (Missouri)
- 16 août : Sandstone Amphitheatre à Bonner Springs, (Kansas)
- 18 août : Starplex Amphitheatre à Dallas, (Texas)
- 20 août : Houston Raceway à Baytown, (Texas)
- 24 août : Gorge Amphitheatre à George, (État de Washington)
- 26 août : Shoreline Amphitheatre à Mountain View, (Californie)
- 28 août : Sacramento Valley Amphitheatre à Marysville, (Californie)
- 30 août : Blockbuster Desert Sky Pavilion à Phoenix, (Arizona)
- 2 septembre : Glen Helen Blockbuster Pavilion à Devore, (Californie)

## 2001

### États-Unis

#### Programmation
- Scène principale :

Black Sabbath, Marilyn Manson (annulé le 16 juin), Slipknot, Papa Roach, Linkin Park, Disturbed, Crazy Town, Black Label Society, Within Temptation
- Scène secondaire :

Mudvayne (annulé le 26 juillet), The Union Underground, Taproot, Systematic (seulement le 13 juillet), Nonpoint, Drowning Pool (annulé le 30 juin), Spineshank (à  partir du 3 juillet), Hatebreed (annulé le 18 juin et le 7 juillet), American Head Charge (annulé le 24 juillet), Pure Rubbish, Slaves on Dope (seulement le 24 juillet).
- Scène Levi :

Godhead (seulement le 30 juin), No One (à partir du 14 juillet et annulé le 24 juillet), Pure Rubbish, Beautiful Creatures, Otep (seulement le 13 juillet), Pressure 4-5 (à partir du 14 juillet), Project Wyze (à partir du 24 juillet).

#### Tournée
- 8 juin : Tweeter Center à Tinley Park, (Illinois)
- 9 juin : Alpine Valley Music Théâtre à East Troy, (Wisconsin)
- 12 juin : Verizon Wireless Music Center à Noblesville, (Indiana)
- 16 juin : Float Rite Park Amphitheatre à Somerset, (Wisconsin)
- 18 juin : Riverport Amphitheatre à Maryland Heights, (Missouri)
- 19 juin : Sandstone Amphitheatre à Bonner Springs, (Kansas)
- 21 juin : Mile High Stadium à Denver, (Colorado)
- 25 juin : Gorge Amphitheatre à George, (État de Washington)
- 27 juin : Sacramento Valley Amphitheatre à Marysville, (Californie)
- 29 juin : Shoreline Amphitheatre à Mountain View, (Californie)
- 30 juin : Glen Helen Blockbuster Pavilion à Devore, (Californie)
- 3 juillet : Verizon Wireless Amphitheatre à Selma, (Texas)
- 5 juillet : Smirnoff Music Center à Dallas, (Texas)
- 7 juillet : Hi-Fi Buys Amphitheatre à Atlanta, (Géorgie)
- 9 juillet : Tweeter Center at the Waterfront à Camden, (New Jersey)
- 13 juillet : Mars Music Amphitheatre à West Palm Beach, (Floride)
- 14 juillet : Tropicana Field à St. Petersburg, (Floride)
- 17 juillet : Verizon Wireless Amphitheatre à Charlotte, (Caroline du Nord)
- 20 juillet : Nissan Pavilion à Bristow, (Virginie)
- 21 juillet : Tweeter Center at the Waterfront à Camden, (New Jersey)
- 24 juillet : The Docks Toronto, (Ontario)
- 26 juillet : Blossom Music Center à Cuyahoga Falls, (Ohio)
- 28 juillet : Post Gazette Pavilion - Star Lake Burgettstown, (Pennsylvanie)
- 30 juillet : DTE Energy Music Théâtre à Clarkston, (Michigan)
- 31 juillet : DTE Energy Music Théâtre à Clarkston, (Michigan)
- 3 août : Polaris Amphitheatre à Columbus, (Ohio)
- 5 août : Meadows Music Théâtre à Hartford, (Connecticut)
- 7 août : Tweeter Center à Mansfield, (Massachusetts)
- 8 août : Tweeter Center à Mansfield, (Massachusetts)
- 11 août : PNC Bank Arts Center à Holmdel, (New Jersey)
- 12 août : PNC Bank Arts Center à Holmdel, (New Jersey)

### Royaume-Uni

#### Programmation
- Scène principale :

Black Sabbath, Slipknot, Tool, Papa Roach, Soulfly, (hed)p.e., Raging Speedhorn, Dimmu Borgir
- Scène secondaire :

Disturbed, Amen, Mudvayne, Black Label Society, Pure Rubbish, Apartment 26, The Union Underground

#### Tournée
26 mai : Milton Keynes Bowl à Milton Keynes

## 2002

### États-Unis
- Scène principale :

Ozzy Osbourne, System of a Down, Rob Zombie, P.O.D., Drowning Pool, Adema, Black Label Society, Tommy Lee, Static-X.
- Scène secondaire :

Down, Hatebreed, Meshuggah, SOiL, Flaw, 3rd Strike, Pulse Ultra, Ill Niño, Andrew W.K., Glassjaw, The Used, Sw1tched, Otep, Lostprophets, The Apex Theory, Neurotica, Chevelle, Mushroomhead, Seether

### Dates européennes
- Allemagne, Rock Im Park :

Ozzy Osbourne, Tool, System of a Down, Bad Religion, P.O.D., Drowning Pool, Black Label Society, Cradle of Filth, Sepultura
- Allemagne, Braunschweig :

Ozzy Osbourne, Tool, Bad Religion, Such A Surge, Oomph!, Black Label Society, Cradle of Filth.
- Belgique, Anvers :

Ozzy Osbourne, Tool, System of a Down, Sepultura
- Royaume-Uni, Donington :
  - Scène principale :

Ozzy Osbourne, Tool, System of a Down, Slayer, Lostprophets, Millencolin, Cradle of Filth, Drowning Pool, The Mad Capsule Markets, Black Label Society, AntiProduct.
- - Scène secondaire :

Hundred Reasons, Ill Niño, Kittie, American Head Charge, Mushroomhead, Otep, Cyclefly, Hell Is for Heroes, Danko Jones, Flaw, Skindred, Nonpoint, Pulse Ultra.
- Irlande, Dublin:
  - Scène principale :

Ozzy Osbourne (annulé), Tool, System of a Down, Slayer, Therapy?, Lostprophets, Drowning Pool, Cyclefly, Black Label Society, Cradle of Filth, Sepultura.
- - Scène secondaire :

Kittie, American Head Charge, Ill Niño, Mushroomhead, Skindive, Hell Is for Heroes, Superskin, Pulse Ultra, Flaw, Otep, AntiProduct.
- Pologne, Katowice:

Ozzy Osbourne, Tool, Slayer, Decapitated.
- République tchèque, Prague :

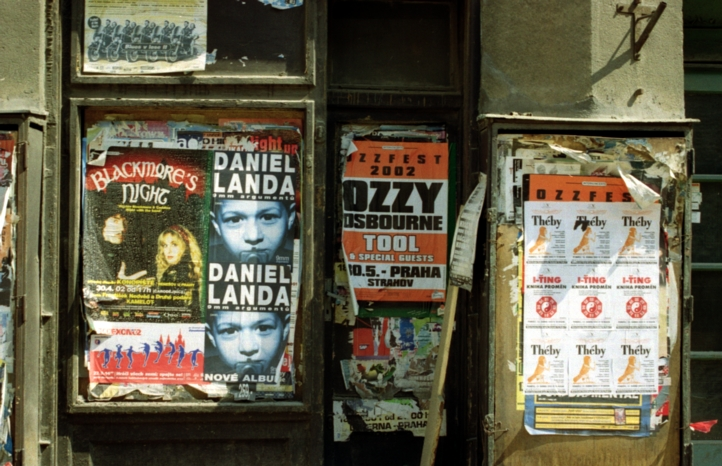
Le Ozzfest 2002 à Prague.

Ozzy Osbourne, Tool, Drowning Pool, Metalium, Royal Playboy Cartel, Black Label Society, Škwor, AntiProduct, Astro Metro
- Pays-Bas, Nimègue :
  - Scène principale :

Ozzy Osbourne, Tool, Slayer, Within Temptation, Kittie, Ill Niño, Drowning Pool.
- - Scène secondaire :

American Head Charge, Dreadlock Pussy, Mushroomhead, Soil, Calibre, Otep, After Forever, AntiProduct.
- - Scène locale :

Nomen, Outburst, Wicked Mystic, Callenish Circle, Dimension Seven, Smogus, Agresión.

## 2003
- Scène principale :

Ozzy Osbourne, KoЯn, Marilyn Manson, Disturbed, Chevelle, The Datsuns
- Scène secondaire :

Cradle of Filth, Voivod, Hotwire, Shadows Fall, Grade 8, Twisted Method, Nothingface, Killswitch Engage, Unloco, Depswa, Motograter, Sworn Enemy, The Revolution Smile, Chimaira, Endo, Memento, E.Town Concrete.

## 2004

### Programmation
- Scène principale :

Ozzy Osbourne, Black Sabbath, Judas Priest, Slayer, Dimmu Borgir, Superjoint Ritual, Black Label Society, Madball
- Scène secondaire :

Slipknot, Hatebreed, Lamb of God, Drowning pool.
- Groupes jouant sur les deux scènes:Atreyu, Bleeding Through, Lacuna Coil, Every Time I Die, Unearth, God Forbid, Otep, DevilDriver, Magna-Fi, Throwdown, Darkest Hour.

### Tournée
- 10 juillet : ctnow.com Meadows Music à Hartford, (Connecticut)
- 12 juillet : Tweeter Center à Mansfield, (Massachusetts)
- 14 juillet : Jones Beach Wantagh, État de New York
- 16 juillet : PNC Bank Arts Center à Holmdel, (New Jersey)
- 18 juillet : Nissan Pavilion à Bristow, (Virginie)
- 20 juillet : Germain Amphitheater à Columbus, (Ohio)
- 22 juillet : Starwood Amphitheater à Nashville, (Tennessee)
- 24 juillet : Fiddler’s Green Amphitheater à Englewood, (Colorado)
- 27 juillet : White River Amphitheater à Auburn, État de Washington)
- 29 juillet : Shoreline Amphitheater à Mountain View, (Californie)
- 31 juillet : Hyundai Pavilion of Glen Helen à Devore, (Californie)
- 3 août : Journal Pavilion à Albuquerque, (Nouveau-Mexique)
- 5 août : Smirnoff Music Center à Dallas, (Texas)
- 7 août : Verizon Wireless Amphitheater San Antonio, (Texas)
- 10 août : Verizon Wireless Amphitheater Kansas City, (Kansas)
- 12 août : UMB Pavilion à Maryland Heights, (Missouri)
- 14 août : Alpine Valley Music Theater à East Troy, (Wisconsin)
- 17 août : DTE Energy Center à Clarkston, (Michigan)
- 19 août : Blossom Music Center à Cuyahoga Falls, (Ohio)
- 21 août : Tweeter Center à Tinley Park, (Illinois)
- 24 août : Verizon Wireless Music Center à Noblesville, (Indiana)
- 26 août : Tweeter Center at the Waterfront à Camden, (New Jersey)
- 28 août : Post-Gazette Pavilion à Star Lake Burgettstown, (Pennsylvanie)
- 31 août :  Alltel Pavilion à Walnut Creek Raleigh, (Caroline du Nord)
- 2 septembre : Tampa Bay Amphitheatre à Tampa, (Floride)
- 4 septembre : Sound Advice Amphitheater à West Palm Beach, (Floride)

## 2005

### États-Unis

#### Programmation
- Scène principale :

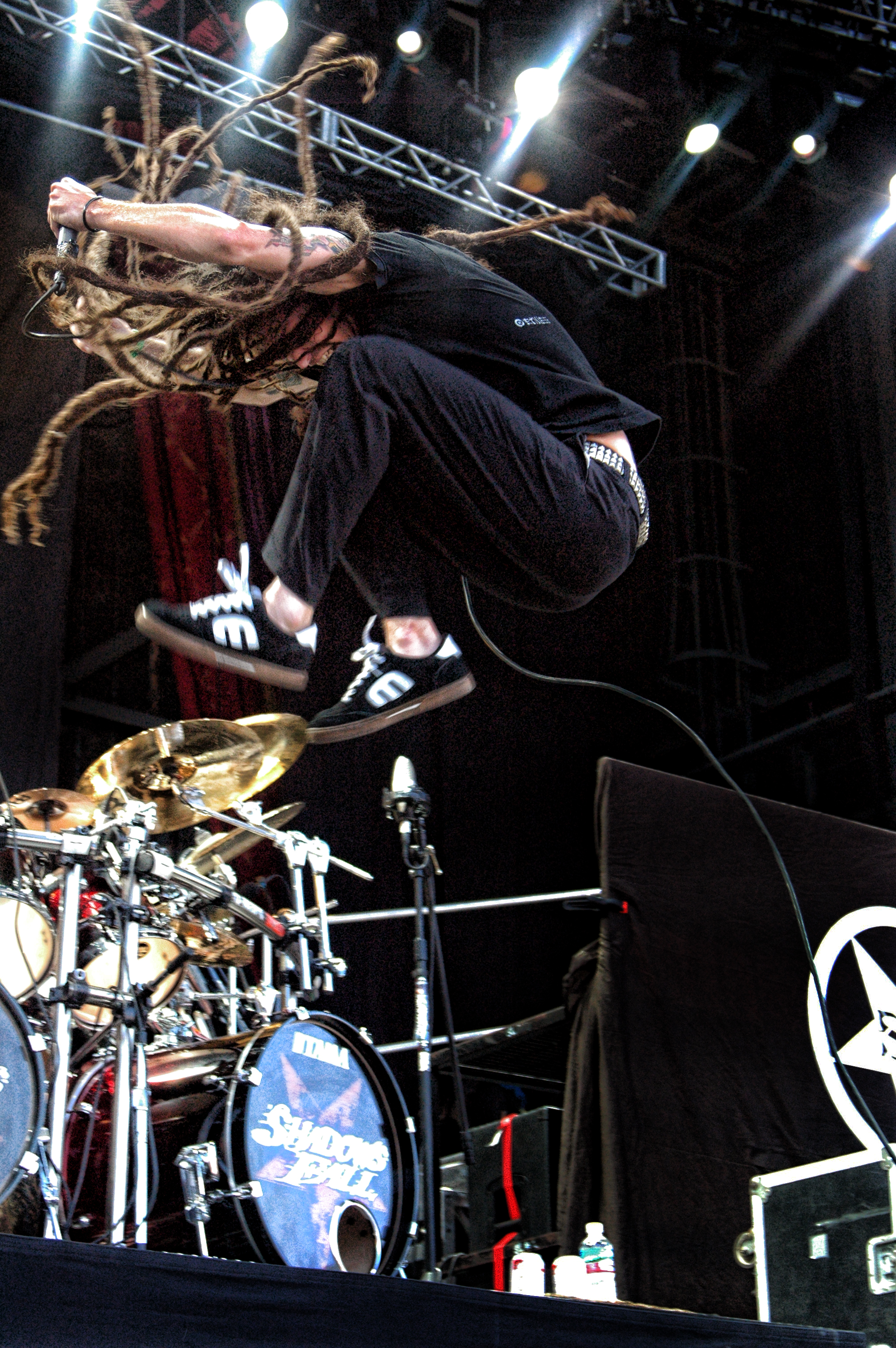
Brian Fair, du groupe Shadows Fall, Ozzfest 2005

Black Sabbath, Iron Maiden, Mudvayne, Shadows Fall, Black Label Society, In Flames, Velvet Revolver, Slipknot (seulement le 20 août), Drowning Pool.
- Scène secondaire :

Rob Zombie, Killswitch Engage, As I Lay Dying, Mastodon, A Dozen Furies, The Haunted, Arch Enemy, The Black Dahlia Murder, Bury Your Dead, It Dies Today, Soilwork, Trivium, Gizmachi, Wicked Wisdom, Abasement.

#### Tournée
- 15 juillet : Tweeter Center Boston, (Massachusetts)
- 17 juillet : Meadows Hartford, (Connecticut)
- 19 juillet : Tweeter Waterfront à Camden, (New Jersey)
- 21 juillet :  Darien Lakes à Buffalo, (État de New York)
- 23 juillet :  Post Gazette à Pittsburgh, (Pennsylvanie)
- 24 juillet :  Nissan à Washington, (District de Columbia)
- 26 juillet :  PNC Holmdel, (New Jersey)
- 30 juillet :  Tweeter Center à Chicago, (Illinois)
- 31 juillet :  Verizon Wireless Music Center à Indianapolis, (Indiana)
- 2 août : Germain Amphitheatre à Columbus, (Ohio)
- 4 août : DTE Energy Music Théâtre à Détroit, (Michigan)
- 6 août : Alpine Valley à East Troy, (Wisconsin)
- 7 août : Floatrite Park à Minneapolis, (Minnesota)
- 11 août : White River à Seattle, (État de Washington)
- 13 août : Shoreline Amphitheatre à San Francisco, (Californie)
- 14 août : Sleep Train à Sacramento, (Californie)
- 16 août : USANA Pavilion à Salt Lake City, (Utah)
- 18 août : Cricket à Phoenix, (Arizona)
- 20 août : Hyundai Pavilion at Glen Helen Los Angeles, (Californie)
- 23 août : Journal Pavilion à Albuquerque, (Nouveau-Mexique)
- 25 août : Smirnoff à Dallas, (Texas)
- 27 août : Cynthia J. Woods Pavilion Houston, (Texas)
- 28 août : Verizon Wireless Amphitheatre San Antonio, (Texas)
- 31 août : Starwood Amphitheatre à Nashville, (Tennessee)
- 2 septembre :  Verizon Charlotte, (Caroline du Nord)
- 4 septembre : Sound Advice West à Palm Beach (Floride)

### Ozzfest Download
Black Sabbath, Velvet Revolver, HIM, Anthrax, Alter Bridge, The Mad Capsule Markets, The Dwarves, Trivium, The haunted.

## 2006

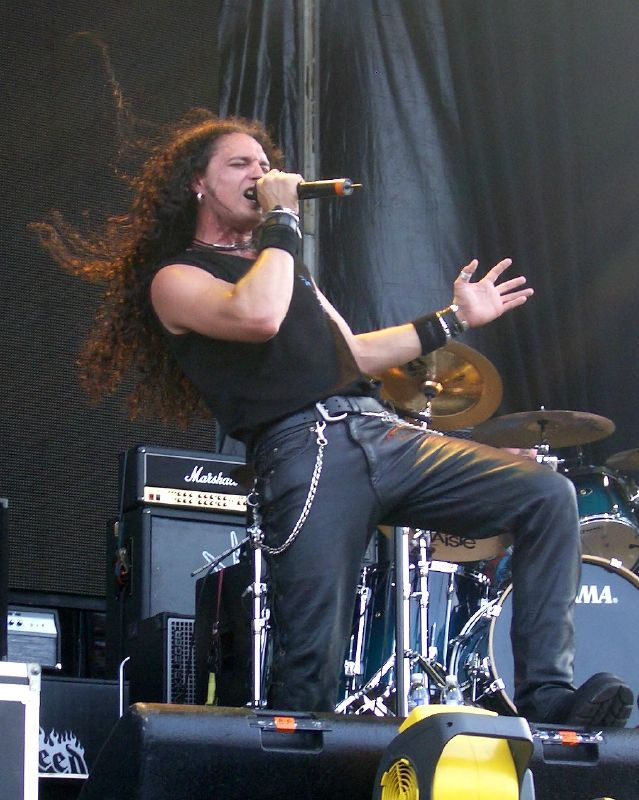
ZP Theart, chanteur de DragonForce, Ozzfest 2006

### Programmation
- Scène principale :

Ozzy Osbourne (tête d’affiche pour seulement 10 concerts), System of a Down, Disturbed, Avenged Sevenfold, Hatebreed, Lacuna Coil, DragonForce, Moonspell
- Scène secondaire :

Ozzy Osbourne (On Select Dates), Black Label Society, Atreyu, Unearth, Bleeding Through, Norma Jean, Atheist.
- Scène secondaire (groupes variables selon les dates) :

A Life Once Lost, The Red Chord, Walls of Jericho, Strapping Young Lad, All That Remains, Full Blown Chaos, Between the Buried and Me, Bad Acid Trip.

### Tournée
- 1er juillet : Shoreline Amphitheater à San Francisco, (Californie)
- 2 juillet : Sleep Train Amphitheater à Sacramento, (Californie)
- 7 juillet : Cricket Pavilion à Phoenix, (Arizona)
- 8 juillet : Hyundai Pavilion à San Bernardino, (Californie)
- 14 juillet : Verizon Wireless Amphitheater à Kansas City, (Kansas)
- 15 juillet : UMB Bank Pavilion à St. Louis, (Missouri)
- 16 juillet : First Midwest Bank Amphitheatre à Chicago, (Illinois)
- 19 juillet : DTE Music Energy Center à Detroit, (Michigan)
- 21 juillet : Germain Amphitheatre à Columbus, (Ohio)
- 22 juillet : Alpine Valley Music Théâtre à East Troy, (Wisconsin)
- 23 juillet : Verizon Wireless Music Center à Indianapolis, (Indiana)
- 26 juillet : Toyota Pavilion à Scranton, (Pennsylvanie)
- 27 juillet : Darien Lake Performing Arts Center à Buffalo, (État de New York)
- 29 juillet : Randall’s Island à New York, (État de New York)
- 30 juillet : New England Dodge Music Center à Hartford, (Connecticut)
- 1er août : Tweeter Center for the Performing Arts à Boston, (Massachusetts)
- 4 août : Tweeter Center at The Waterfront à Camden, (New Jersey)
- 5 août : Nissan Pavilion à Bristow, (Virginie)
- 6 août : Verizon Virginia Beach à Virginia Beach, (Virginie)
- 9 août : Alltel Pavilion à Raleigh, (Caroline du Nord)
- 13 août : Sound Advice Amphiheatre à West Palm Beach, (Floride)

## 2007
- Scène principale :

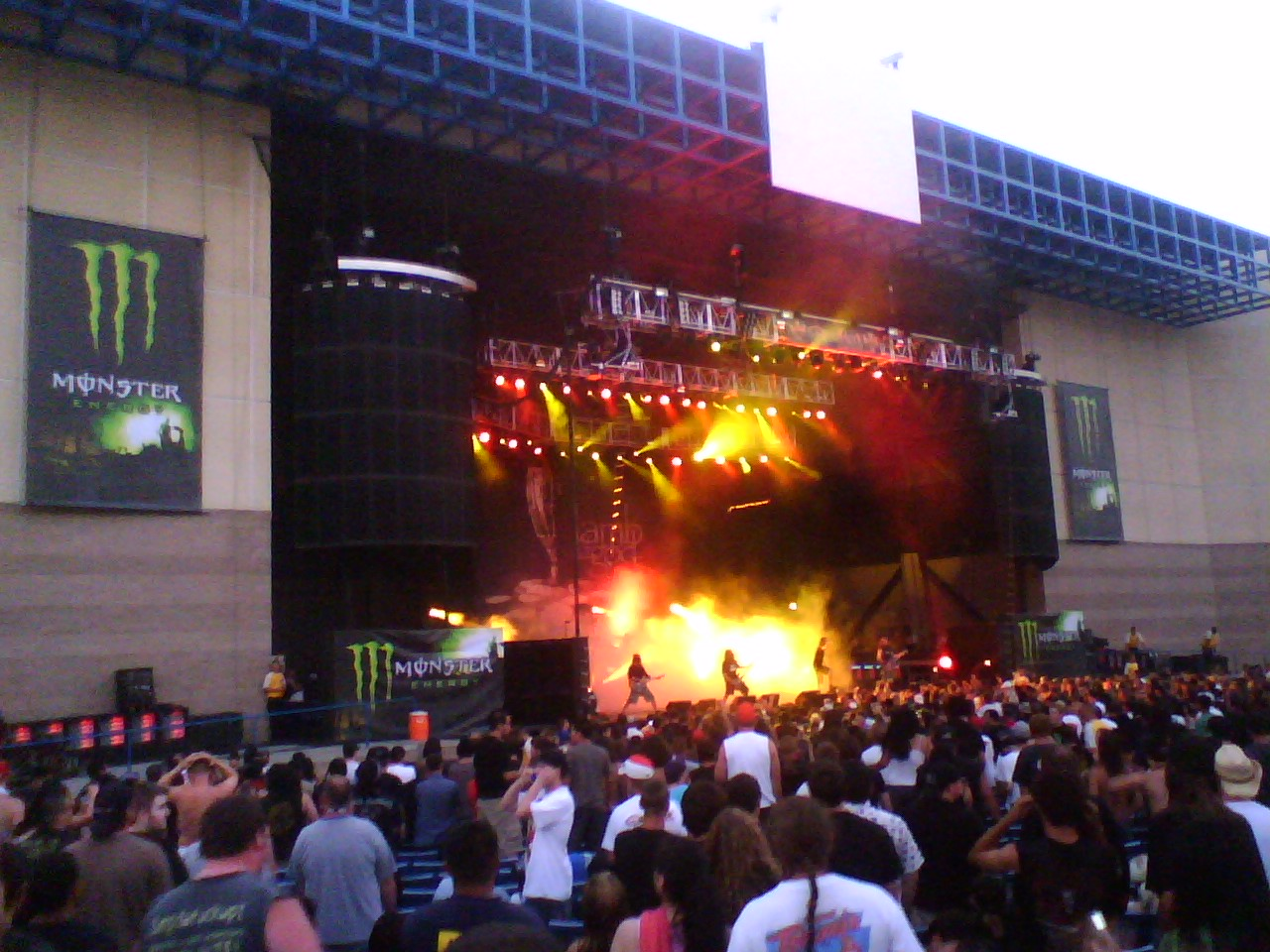
Lamb of God, Ozzfest 2007

Ozzy Osbourne, Lamb of God, Static-X, Lordi, Black Tide.
- Scène secondaire :

Hatebreed, Behemoth, Nick Oliveri and the Mondo Generator, DevilDriver
- Scène secondaire (Rotating Slots) :

Nile, Ankla, Circus Diablo, The Showdown, 3 Inches of Blood, Daath, In This Moment, Chthonic, Egypt central.

## 2008
- Scène principale :

Metallica, Ozzy Osbourne, Serj Tankian, Hellyeah, Jonathan Davis, Cavalera Conspiracy, Shadows Fall, Apocalyptica, In this moment, ainsi qu'un hommage au guitariste de Pantera, Dimebag Darrell, réunissant plusieurs stars du métal.
- Seconde scène :

Sevendust, DevilDriver, Kingdom of Sorrow, Soilent Green, Witchcraft and Goatwhore.
- Troisième scène (dédiée aux groupes texans) :

The Sword, Drowning Pool, Rigor Mortis.